# Nemërçkë
Nemërçkë nebo Doúsko (Δούσκο) je pohoří na jihovýchodě Albánie (okres Përmet a okres Gjirokastër), zasahující částečně také na území Řecka (regionální jednotka Ioánnina). Je součástí horského systému Trëbëshinj-Dhëmbel-Nemërçka. Hlavní hřeben se táhne ze severozápadu na jihovýchod v délce 22 km, nejvyšší horou je Maja e Papingut dosahující nadmořské výšky 2482 m. Pohoří je tvořeno antiklinálou z období triasu, převládajícími horninami jsou flyš a vápenec. Lidské osídlení je velmi řídké, svahy jsou pokryty bukovými lesy a pastvinami. Strmé východní srázy Nemërçkë, dosahující převýšení až dva tisíce metrů nad údolím řeky Vjosy, jsou vyhledávány horolezci. Časté jsou laviny.